# بايرن ميونخ موسم 2006–07
كان موسم 2006–07 الموسم الـ108 في تاريخ نادي بايرن ميونخ والموسم الـ42 له تواليًا في الدرجة الأولى من الدوري الألماني. في 1 فبراير 2007، أقيل ماجات بعد نتائج محلية مخيبة للآمال بما في ذلك الخروج من الجولة الثالثة من الكأس. وتم تعيين سلفه، أوتمار هيتسفيلد، خلفًا له أيضًا.